# Dizzy on the rocks
Dizzy on the rocks is een single van Dizzy Man's Band. Het platenlabel Bovema zag er geen heil meer in studioalbums van de band uit te geven, anders dan verzamelalbums.
De twee hofleveranciers van de muziek van Dizzy Man's Band Herman Smak en Jacques Kloes schreven nu eens niet aan deze single. Het lied is afkomstig van Peter Bewley, pseudoniem voor Peter van Asten en muziekproducent Richard de Bois. De muziek was daarbij vlees noch vis. Het viel niet in de categorie feest/geinmuziek waarmee de band bekend werd, maar ook niet in de categorie progressieve rock, de serieuze kant van de band. Opnamen vonden wederom plaats in de Soundpush Studio te Blaricum.
De B-kant Run run run werd wel geschreven door Smak en Kloes.

## Hitnotering
Dizzy on the rocks werd geen grote hit; het deed er relatief lang over om van tipparade naar hitparade te springen.

### Nederlandse Top 40
| Positie: | 32 | 31 | 32 | uit |

### NederlandseDaverende 30
| Positie: | 27 | 29 | uit |